# Георг фон Айхштетт
Георг фон Айхштетт (*Georg von Eichstätt, д/н —3 лютого 1262) — тимчасовий магістр Лівонського ордену в 1260—1262 роках.

## Життєпис
Походив зі шляхетського баварського роду, але прізвище невідоме. Народився в місті Айхштет. Перша згадка відноситься до 1252 року, коли стає комтуром Зегевольда. Брав участь у війнах проти куршів, литовців і земгалів.
У 1260 році після загибелі магістра Буркхарда фон Горнгаузена в битві біля озера Дурбе стає тимчасовим очільником Лівонського ордену, проте затвердження повноцінним ландмейстером не отримав.
Георг фон Айхштетт спрямував зусилля на відновлення влади Ордену в Південній Курляндії та Земгалії. Втім невдовзі литовці вдерлися до Курляндії, де захопили замки Георгенбург і Доблен. Водночас почалося повстання естів на острові Езель. В січні 1261 року фон Айхштетт по льоду пройшов через протоку, яка відділяла острів Езель від материка. Невдовзі в битві під Кармелем ести зазнали поразки. Після чого уклали договір з Орденом, де визнали його владу.
У 1261 році орденські війська вдерлися до Південної Курляндії, де захопили замок Дзінгерк (Сінтеліс), а потім Газенпот. У 1262 року великий князь Литовський Міндовг виступив проти Лівонського ордену. У битві біля Ленневардену Георг фон Айхштетт зазнав тяжкої поразки, отримавши смертельне поранення й невдовзі помер.